# Спомен-парк Вешала
Спомен-парк „Вешала” се налазе у Злакуси, насељеном месту на територији града Ужица. Споменик у облику дрвених вешала налази се на уласку у село, са леве стране пута, непосредно поред железничког стајалишта, а пре моста на Ђетињи. Посвећен је жртвама Другог светског рата, мештанима села који су у знак одмазде, после битке на Градини, 18. августа 1941. године стрељани, а потом и обешени на том месту од стране Немаца и њихових сарадника.
Том приликом је изгубило животе осамнаест невиних житеља села Злакусе и један из суседног села Дрежник. Споменик је подигнут почетком деведесетих година прошлог века, а 18. август, дан када је 18 мештана села страдало обележава се данас као Дан МЗ Злакуса. 
На овом месту страдали су мештани села: Марић Велимир, Никитовић Живан, Миливоје и Миленко, Спасојевић Бориша, Миладин, Милован и Петко, Терзић Гвозден и Милисав, Тешић Милан, Милосав, Милија, Периша, Радоје, Слободан и Тиосав, Шуњеварић Миливоје (сви из Злакусе), као и Пауновић Драгомир из Дрежника.